# Wonderbly
Wonderbly, früher Lost My Name, ist ein Technologie- und Verlagsunternehmen, das personalisierte Bücher für Kinder und Erwachsene herstellt. Seit seiner Gründung im Jahr 2012 hat Wonderbly über acht Millionen Bücher verkauft, und seine Titel sind in 11 Sprachen erhältlich. Der Hauptsitz des Unternehmens befindet sich in Bloomsbury, London.

## Geschichte

### Gründung und Dragon’s Den: 2012–2014
Wonderbly wurde 2012 von dem ehemaligen Werbefachmann Asi Sharabi, dem Creative Technologist Tal Oron, dem Fernsehautor und Romanschriftsteller David Cadji-Newby und dem Illustrator und Grafikdesigner Pedro Serapicos gegründet.
Im Jahr 2013 veröffentlichten die Gründer im Selbstverlag ihr erstes personalisiertes Buch, The Little Boy/Girl Who Lost His/Her Name.
Nach einem Auftritt von Asi Sharabi und David Cadji-Newby in der 12. Staffel von BBCs Dragon’s Den konnte sich der Verlag eine rekordverdächtige Investition sichern. Piers Linney, Investor bei Dragon’s Den, investierte 100.000 Pfund in Wonderbly (vormals Lost My Name) für vier Prozent Eigenkapital in einem der besten Deals in der Geschichte der Sendung.

### Bücher im Weltraum, Roald-Dahl-Partnerschaft und weitere Finanzierung: 2016–2017
Im April 2016 arbeitete Wonderbly mit dem von der NASA unterstützten Programm Story Time From Space zusammen, um eine Lesung seines zweiten personalisierten Buchs The Incredible Intergalactic Journey Home des britischen Astronauten Tim Peake zu veranstalten. Die Lesung wurde in der Internationalen Raumstation aufgenommen. Wonderbly veranstaltete einen Wettbewerb für Kinder, um herauszufinden, wessen personalisiertes Buch im Weltraum vorgelesen werden sollte, den ein 7-jähriger Junge namens Roraigh aus Adlington gewann.
Im Juni 2015 gab das Unternehmen eine Serie-A-Finanzierungsrunde unter der Leitung von Google Ventures bekannt, an der sich auch die Risikokapitalfirmen Greycroft und The Chernin Group beteiligten.
Im Juli 2017 erhielt Wonderbly eine Serie-B-Finanzierung, angeführt von Ravensburger, einem führenden europäischen Verlag für Spiele, Puzzles und Kinderbücher. Bestehende Investoren wie Google Ventures, Project A Ventures, Greycroft, The Chernin Group und Allen & Co beteiligten sich ebenfalls an der Runde.
Im selben Monat wurde der Verlag von Lost My Name (der Titel des ersten eigenen Buches) in Wonderbly umbenannt.
Im Sommer 2017 schloss Wonderbly außerdem eine Partnerschaft mit dem Roald Dahl Estate. Aus dem gemeinsamen IP-Projekt entstand das Buch My Golden Ticket, ein personalisiertes Abenteuer in Willy Wonkas Schokoladenfabrik.

### Auszeichnungen und Übernahmen: 2018–heute
Im Mai 2021 wurde Wonderbly bei den British Book Awards als „Children’s Publisher of the Year“ ausgezeichnet.
Das britische Private-Equity-Unternehmen Graphite Capital erwarb Wonderbly im Juli 2021.
Im Juli 2022 erwarb Wonderbly ein weiteres Unternehmen für personalisierte Bücher, The Book of Everyone. Das ursprüngliche Book of Everyone verkaufte sich über 700.000 Mal in 175 Ländern, und aktualisierte Versionen von The Book of Everyone werden jetzt auf der Wonderbly-Website veröffentlicht, darunter The Book of Everyone Milestone Edition, Birthday Edition und Mum Edition.

## Produkte und Dienstleistungen
Wonderbly-Bücher basieren auf verschiedenen Personalisierungsmechanismen. Die Geschichten können anhand der Buchstaben des Kundennamens, des Geburtsdatums, der Anzahl der Geschwister in einer Familie und persönlicher Merkmale personalisiert werden. Die meisten Bücher bieten die Möglichkeit, das Aussehen der Hauptfigur und ihren Vornamen zu personalisieren. Wonderbly-Bücher sind in der Regel in verschiedenen Formaten erhältlich, darunter Softcover- und Hardcover-Varianten.

## Geschäftsmodell
Wonderbly betreibt ein digitales Direktvertriebsmodell, das heißt, die Bücher werden vom Kunden erstellt, in der Vorschau angezeigt und über die Website gekauft. Die technologischen Systeme von Wonderbly stellen dann eine Verbindung zu Drittanbieter-Druckereien in Nordamerika, Großbritannien, Kontinentaleuropa, Asien und Australasien her, um Bücher zu drucken und auf Anfrage in 169 Länder zu liefern.

## Forschung
Im Jahr 2022 führte Wonderbly in Zusammenarbeit mit OnePoll eine Studie durch, aus der hervorging, dass sich mehr als ein Drittel der Kinder in den Büchern, die sie lesen, nicht repräsentiert fühlen.⁷ Von den 37 Prozent der Mädchen, die sich nicht repräsentiert fühlen, waren 38 Prozent der Meinung, dass die Hauptrollen in Geschichten immer von Jungen gespielt werden. Nur 17 Prozent der Eltern finden, dass in den Büchern, die ihre Kinder lesen, Angehörige von Minderheiten vertreten sind.